# Bösjövarden
Bösjövarden, 688 meter över havet, är en så kallad vard i Mora kommun, cirka 5 kilometer söder om Näcksjövarden. Bösjövarden är täckt med gammal skog och är utsatt på Terrängkartan Älvho 15E SV. Mycket populärt utflyktsmål vintertid för snöskoteråkare.